# Автократор
Автократор (грч.  — „самодржац”, „онај који сам влада”, од αὐτός, ’сам’ + κράτος, ’владавина, моћ’) грчки је епитет који се примјењује на појединца којег не спутавају надређени. Епитет се примјењивао на главне војне заповједнике, као и на римске и византијске цареве као превод латинске титуле император (лат. imperator). Веза са византијским апсолутизмом довела је до настанка данашњих израза аутократа и аутократија. На савременом грчком израз значи „цар”.

## Стара Грчка
Титула се први пут јавља у класичној Грчкој крајем 5. вијека прије н. е. и означавала је генерале који су добили независну власт, односно врховног заповједника (стратег автократор, грч. στρατηγός αὐτοκράτωρ). У класичној Атини, стратег автократор били су генерали који су имали аутономна овлашћења заповиједања, односно могли су да доносе одређене војне и дипломатске одлуке без претходне консултације са атинском скупштином. Одлука је донесена када се очекивало да генерал дјелује далеко од Атине, на примјер током Сицилијанске експедиције. Ипак, генерали су остали одговорни скупштини за своје понашање по повратку. Сличну праксу су пратиле и друге грчке државе, попут Сиракузе, гдје је пошта служила као основа моћи за неколико градских тиранина. Стратеге автократоре су именовали различити савези полиса, који су били на челу њихових комбинованих оружаних сила. Тако је Филип II Македонски проглашен за хегемона (грч.  — „вођа”) и стратега автократора јужних грчких држава у име Коринтског савеза, положај који је касније дат и његовом сину Александру Великом. Израз се такође користио за изасланике којима су повјерена овлашћења опуномоћеника (presbeis autokratores).
У иранским језицима израз *hwatā́wā ’господар, суверен; (дословно) самодржац’ може бити намјеран калк од грчке ријечи автократор  (вјероватно настао у хеленистичком периоду).